# Lola Mk4
Chronologie des modèles (1962-1963)
Lola T100
La Lola Mk4 est une monoplace de Formule 1 engagée par les écuries britanniques privées Reg Parnell Racing et DW Racing Enterprises dans le cadre des championnats du monde de Formule 1 1962 et 1963. Conçue par le constructeur britannique Lola Cars, dirigée par l'ingénieur Eric Broadley, la Mk4 permet notamment à John Surtees de réaliser une pole position et de décrocher deux deuxièmes places.
À partir du Grand Prix d'Italie 1962, la Mk4A, légère évolution de sa devancière, est engagée de façon occasionnelle.

## Résultats en championnat du monde de Formule 1

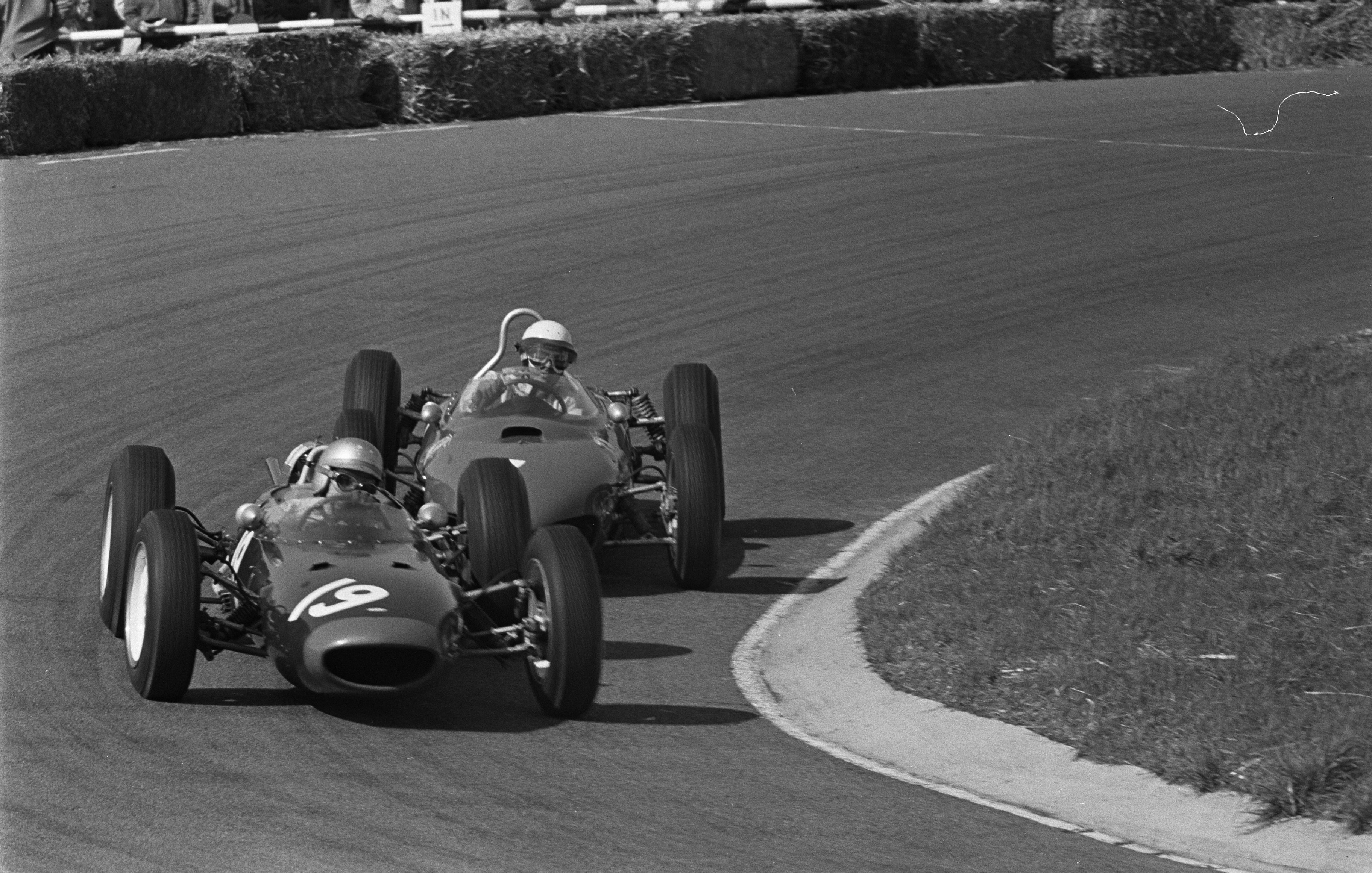
John Surtees à bord de la Lola Mk4, en tête de la course, devant Phill Hill (Ferrari), au Grand Prix des Pays-Bas 1962.

| Saison | Écurie                | Moteur                  | Pneumatiques | Pilotes             | Courses | Courses | Courses | Courses | Courses | Courses | Courses | Courses | Courses | Courses | Points inscrits | Classement |
| Saison | Écurie                | Moteur                  | Pneumatiques | Pilotes             | 1       | 2       | 3       | 4       | 5       | 6       | 7       | 8       | 9       | 10      | Points inscrits | Classement |
| ------ | --------------------- | ----------------------- | ------------ | ------------------- | ------- | ------- | ------- | ------- | ------- | ------- | ------- | ------- | ------- | ------- | --------------- | ---------- |
| 1962   | Bowmaker Racing Team  | Coventry Climax FWMV V8 | Dunlop       |                     | P-B     | MON     | BEL     | FRA     | GBR     | ALL     | ITA     | USA     | AFS     |         | 19              | 4e         |
| 1962   | Bowmaker Racing Team  | Coventry Climax FWMV V8 | Dunlop       | John Surtees        | Abd.    | 4e      | 5e      | 5e      | 2e      | 2e      | Abd.    | Abd.    | Abd.    |         | 19              | 4e         |
| 1962   | Bowmaker Racing Team  | Coventry Climax FWMV V8 | Dunlop       | Roy Salvadori       | Abd.    | Abd.    |         | Abd.    | Abd.    | Abd.    | Abd.    |         | Abd.    |         | 19              | 4e         |
| 1963   | Reg Parnell Racing    | Coventry Climax FWMV V8 | Dunlop       |                     | MON     | BEL     | P-B     | FRA     | GBR     | ALL     | ITA     | USA     | MEX     | AFS     | 0               | Non classé |
| 1963   | Reg Parnell Racing    | Coventry Climax FWMV V8 | Dunlop       | Maurice Trintignant | Abd.    |         |         |         |         |         |         |         |         |         | 0               | Non classé |
| 1963   | Reg Parnell Racing    | Coventry Climax FWMV V8 | Dunlop       | Lucien Bianchi      |         | Abd.    |         |         |         |         |         |         |         |         | 0               | Non classé |
| 1963   | Reg Parnell Racing    | Coventry Climax FWMV V8 | Dunlop       | Chris Amon          | Np.     | Abd.    | Abd.    | 7e      | 7e      | Abd.    | Np.     |         |         |         | 0               | Non classé |
| 1963   | Reg Parnell Racing    | Coventry Climax FWMV V8 | Dunlop       | John Campbell-Jones |         |         |         |         | 13e     |         |         |         |         |         | 0               | Non classé |
| 1963   | Reg Parnell Racing    | Coventry Climax FWMV V8 | Dunlop       | Mike Hailwood       |         |         |         |         |         |         | Abd.    |         |         |         | 0               | Non classé |
| 1963   | Reg Parnell Racing    | Coventry Climax FWMV V8 | Dunlop       | Masten Gregory      |         |         |         |         |         |         |         | Abd.    | Abd.    |         | 0               | Non classé |
| 1963   | DW Racing Enterprises | Coventry Climax FWMV V8 | Dunlop       | Bob Anderson        |         |         |         |         | 12e     |         | 12e     |         |         |         | 0               | Non classé |

Légende : ici 